# Główny Rynek w Kaliszu

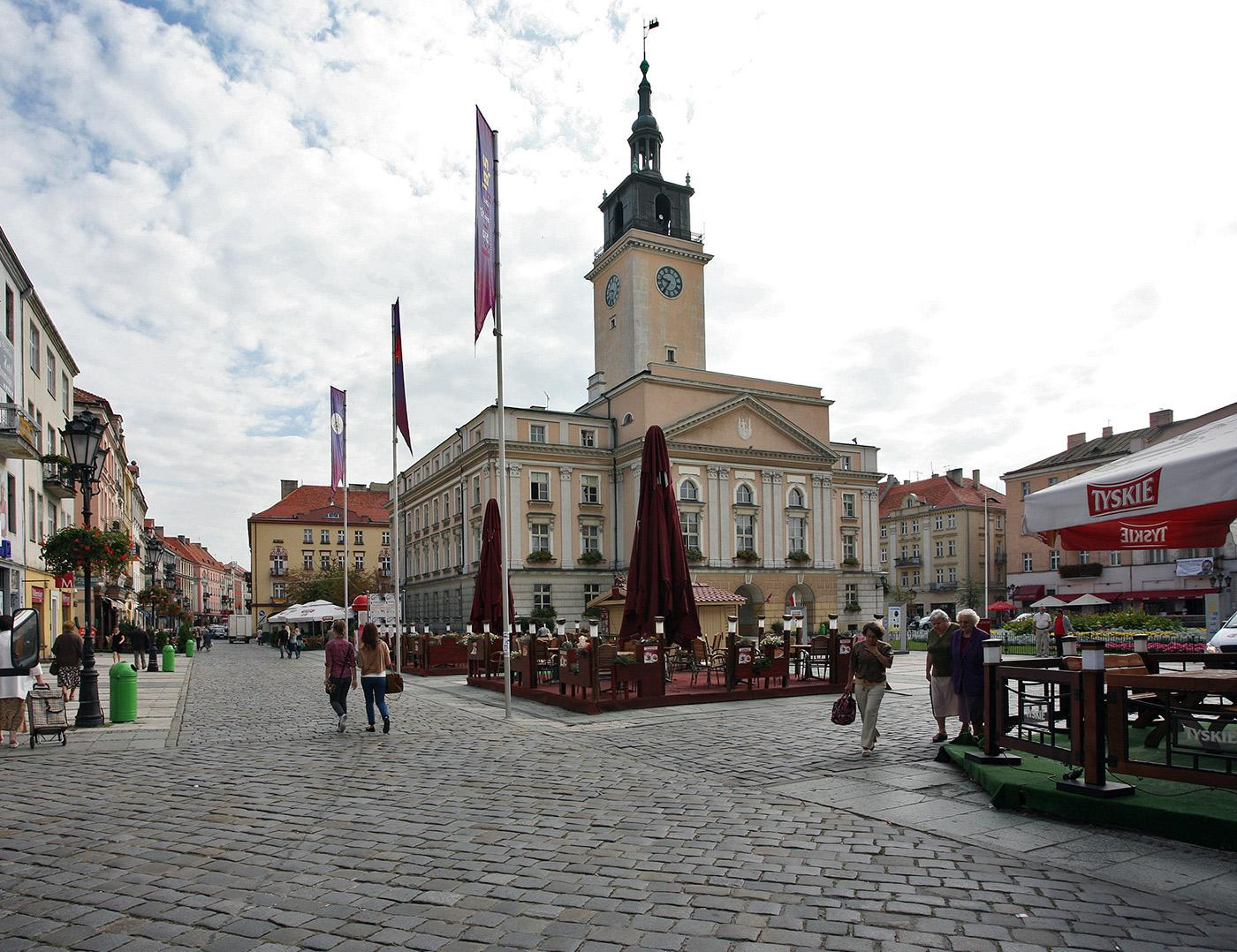
Główny Rynek, widok na Ratusz

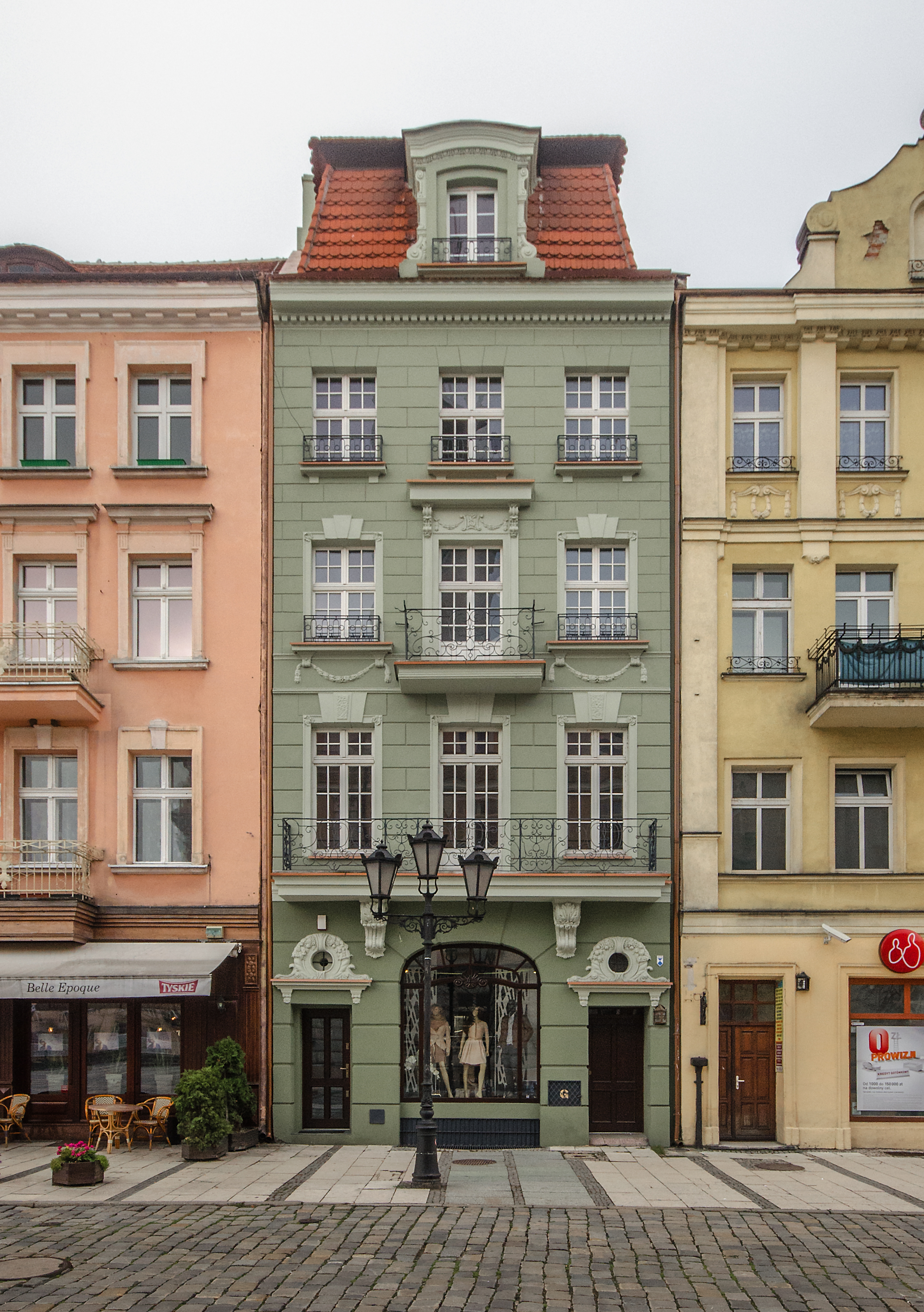
Kamienica przy Głównym Rynku 4

Główny Rynek w Kaliszu – główny rynek Śródmieścia w Kaliszu, prostokątny, u zbiegu 10 ulic, wytyczony w XIII wieku. Centralne założenie miasta lokacyjnego na prawie średzkim.
Na Głównym Rynku i w jego sąsiedztwie znajdują się ważne zabytki Kalisza, takie jak: ratusz, katedra pw. św. Mikołaja Biskupa, park miejski, pozostałości murów miejskich czy kościół pw. św. Stanisława Biskupa i Męczennika. Do końca XIX wieku na Głównym Rynku wokół ratusza usytuowane było miejsce targowe.
Zabudowa Głównego Rynku pochodzi z lat 20. i 30. XX wieku, wzniesiona po zburzeniu Kalisza (1914).
Na przestrzeni lat, obecna nazwa Główny Rynek podlegała częstej zmianie. Otoczenie ratusza nazywano potocznie Rynkiem, w latach 1925-1930 funkcjonujący jako Główny Rynek, 1930-1939 Plac 11 Listopada, 1939-1945 z niem. Rathausplatz, po 1945 Plac Bohaterów Stalingradu. W 1990 przywrócono historyczną nazwę Główny Rynek.
Ulice wychodzące na Główny Rynek
- róg zachodni: ulica Śródmiejska, ulica Złota,
- róg północny: ulica Zamkowa, ulica Kanonicka,
- róg wschodni: ulica Mariańska, ulica Łazienna,
- róg południowy: ulica św. Stanisława, ulica Rzeźnicza,
- bok północno-zachodni: ulica Piskorzewska,
- bok południowo-wschodni: ulica Piekarska.

## Badania archeologiczne
W latach 2016–2017 na Głównym Rynku, pod auspicjami Muzeum Okręgowego Ziemi Kaliskiej, przeprowadzano badania archeologiczne, odkryto m.in. studnię z XVII wieku oraz pozostałości drewnianych jatek.

## Imprezy cykliczne
- Zlot Food Trucków[6],
- Wigilia na kaliskim rynku[7].